# أبخورة (دشتابي الشرقي)
أبخورة (بالفارسية: ابخوره) هي مستوطنة تقع في إيران في قسم دشتابي الشرقي الريفي. يقدر عدد سكانها بـ 333 نسمة .